# Vereinigung der Iranischen Ärzte und Zahnärzte in der Bundesrepublik Deutschland
Die Vereinigung der Iranischen Ärzte und Zahnärzte in der Bundesrepublik Deutschland e. V., kurz VIA (persisch کانون پزشکان و دندانپزشکان ایرانی مقیم آلمان / Kānūne Paziškān o Dandānpaziškāne Īrānīye Moqīme Ālmān; kurz: کانون / Kānūn), wurde am 21. März 1961 in Köln gegründet.

## Geschichte
Zwischen 1961 und 1980 verfolgte sie überwiegend soziale und berufspolitische Aktivitäten, welche jedoch wegen der Lage im Iran bis 1988 weitgehend ausgesetzt wurden. In den nächsten vier Jahren folgte eine Erneuerung der Vereinsstrukturen, und seit 1993 widmet sich die VIA neben berufspolitischen und sozialen Themen auch zahlreichen nationalen und internationalen wissenschaftlichen und humanitären Projekten.
Aus einer Modernisierung und Restrukturierung in den Jahren 2001 und 2002 ging die Vereinigung als eine angesehene wissenschaftliche Organisation in Deutschland hervor. So erfolgte 2002 auch die Akkreditierung der VIA durch die Akademie für ärztliche Fort- und Weiterbildung der Ärztekammer Nordrhein. Weiterhin fanden zwischen 2001 und 2008 32 von der Bundesärztekammer anerkannte und zertifizierte interdisziplinäre wissenschaftliche Symposien statt.
Die Publikationen der VIA erschienen von 1963 bis 1980 in 38 Ausgaben der Zeitschrift "Djahane Peseschki", welche seit 1993 den Namen "Kanun Medical Journal" trägt. Sieben Ausgaben der Zeitschrift wurden in die Deutsche Bibliothek aufgenommen. Gegenwärtig erfolgt auch der Eintrag in den Index Medicus.

## Avicenna-Preis der VIA
Im Jahre 2006 beschloss der Vorstand der VIA, die Personen, welche sich in besonderer Weise für die Forschung und Lehre in der medizinischen Wissenschaft oder für die Umsetzung der Ziele der VIA eingesetzt haben, mit dem Avicenna-Preis auszuzeichnen. Durch die Preisverleihung soll gleichzeitig die Erinnerung an den großen iranischen Arzt, Philosophen, Mathematiker, Mineralogen, Geologen, Dichter und Autor von etwa 450 Büchern auf verschiedenen wissenschaftlichen Gebieten Avicenna (980–1037) und die mit seinem Namen verbundenen innovativen und integrativen Traditionen in Medizin, Naturwissenschaften und Geistesgeschichte wachgehalten und verbreitet werden.
Preisträger im Jahre 2006:
- Djalil Djawari (Dermatologie)
- Abbas Karimi Nejad (Neurochirurgie, Intensiv- und Notfallmedizin)
- Parviz Movassaghi (Neurophysiologie, Neurologie und Epileptologie)
- Nossrat Peseschkian (Positive und Transkulturelle Psychotherapie)
- Madjid Samii (Neurochirurgie)

Preisträger im Jahre 2007:
- Yahya Aghighi (Pediatric Rheumatology)
- Professor Bahador Alami Harandi (Orthopedic Surgery)
- Moslem Bahadori (Cardiopulmonary Pathology)[2]
- Esfandiar Bodaghi (Pediatric Nephrology)
- Behrooz Broumand (Internal Medicine and Nephrology)
- Bijan Djahanguiri (Clinical Pharmacology)
- Reza Farid Hosseyni (Pneumology, Allergy and Immunology)
- Mohammad Hassan Karimi Nejad (Cytopathology and Human Genetics)
- Mohammad Hassan Khalessi (Otolaryngology)
- Gholamreza Khatami (Pediatric Gastroenterology)
- Jamshid Lotfi (Neurology)
- Farrokh Saidi (Surgical Sciences)
- Shams Shariat Torbaghan (Oncologic Pathology)
- Ahmad Siadati (Pediatric Infectious Diseases)
- Hassan Tajbakhsh (Microbiology, Immunology and History of Medicine)
- Alireza Yalda (Infectious Diseases and Medical Ethics)
- Esmail Yazdi (Oral and Maxillofacial Pathology)

Preisträger im Jahre 2008:
- Dariush Fahimi (Anatomie und Zellbiologie)
- Payman Hadji (Gynäkologie und gynäkologische Endokrinologie)
- Valiollah Mehrabi (Chirurgie und Kinderchirurgie)
- Mohammad Resa Nowrousian (Onkologie und Hämatologie)
- Abolghassem Sepehrnia (Neurochirurgie)
- Gholamali Tariverdian (Humangenetik)